# Мар'ян Кашуба
Мар'ян Кашуба (23 грудня 1909, Великі Гаї — 28 червня 1941, Тернопіль) — український греко-католицький священник, жертва радянських репресій. Слуга Божий.

## Життєпис
Мар'ян Кашуба народився 21 грудня 1909 року в селі Великі Гаї в сім'ї Григорія Кашуби і його дружини Марії з дому Решетуха. Навчався в народній школі в Тернополі і Тернопільскій українській гімназії (1920—1928, іспит зрілості склав 25 травня 1928 року). Восени 1928 року вступив до Львівської духовної семінарії і розпочав навчання у Львівській богословській академії, яку закінчив у 1933 році. 5 березня 1933 року отримав священичі свячення з рук єпископа-помічника Львівського Никити Будки. У 1934 році о. Мар'ян Кашуба став сотрудником церкви Різдва Христового у Тернополі.
З приходом радянської влади у вересні 1939 року на священника почались цькування НКВС і аби уникнути переслідування 1 червня 1940 року він перебрався на парафію в с. Дубівці, де отримав посаду адміністратора парафії. Але там його теж знайшли і на 14 січня 1941 року закликали у фінансовий відділ начебто для з'ясування розмірів податку. 15 січня 1941 року о. Мар'ян Кашуба був заарештований НКВС і ув'язнений у Тернопільській тюрмі. 18 червня 1941 року засуджений Особливою Нарадою при Народному Комісарі Внутрішніх Справ СРСР до 5 років позбавлення волі у виправно-трудовому таборі. Перед приходом німців 28 червня 1941 року був розстріляний у Тернопільській тюрмі і похований у спільній могилі жертв більшовизму на міському кладовищі, що знаходиться на вул. Микулинецькій. Реабілітований 21 квітня 1989 року.

### Беатифікаційний процес
Від 2001 року триває беатифікаційний процес прилучення о. Мар'яна Кашуби до лику блаженних.